# Jean Bourgain
Jean Bourgain (Oostende, 28 de fevereiro de 1954 — 22 de dezembro de 2018) foi um matemático belga. Ele foi premiado com a Medalha Fields em 1994 em reconhecimento ao seu trabalho em vários tópicos centrais da análise matemática , como a geometria dos espaços de Banach, análise harmônica, teoria ergódica e equações diferenciais parciais não lineares da física matemática.
Foi palestrante convidado do Congresso Internacional de Matemáticos em Varsóvia (1983: New Banach space properties of certain spaces of analytic functions) e Berkeley (1986: Geometry of Banach spaces and harmonic analysis), e palestrantes plenário do Congresso Internacional de Matemáticos em Zurique (1994: Harmonic Analysis and Nonlinear Partial Differential Equations).

## Publicações selecionadas

### Artigos
- Bourgain, Jean (1983). «Some remarks on Banach spaces in which martingale difference sequences are unconditional» (PDF). Arkiv för Matematik. 21 (1): 163–168. Bibcode:1983ArM....21..163B. doi:10.1007/BF02384306
- Bourgain, J. (1985). «On lipschitz embedding of finite metric spaces in Hilbert space». Israel Journal of Mathematics. 52 (1–2): 46–52. doi:10.1007/BF02776078
- Bourgain, J. (1986). «Averages in the plane over convex curves and maximal operators». Journal d'Analyse Mathématique. 47: 69–85. doi:10.1007/BF02792533
- Bourgain, J.; Milman, V. D. (1987). «New volume ratio properties for convex symmetric bodies in {\displaystyle \mathbb {R} ^{n},}». Inventiones Mathematicae. 88 (2): 319–340. Bibcode:1987InMat..88..319B. doi:10.1007/BF01388911
- Bourgain, Jean (1989). «Pointwise ergodic theorems for arithmetic sets». Publications Mathématiques de l'IHÉS. 69: 5–41. doi:10.1007/BF02698838
- Bourgain, J. (1993). «Fourier transform restriction phenomena for certain lattice subsets and applications to nonlinear evolution equations». Geometric and Functional Analysis. 3 (3): 209–262. doi:10.1007/BF01895688
- Bourgain, J. (1994). «Periodic nonlinear Schrödinger equation and invariant measures». Communications in Mathematical Physics. 166 (1): 1–26. Bibcode:1994CMaPh.166....1B. doi:10.1007/BF02099299
- Bourgain, J. (1998). «Quasi-Periodic Solutions of Hamiltonian Perturbations of 2D Linear Schrödinger Equations». Annals of Mathematics. 148 (2): 363–439. JSTOR 121001. doi:10.2307/121001
- Friedgut, Ehud; Jean Bourgain, Appendix by (1999). «Sharp thresholds of graph properties, and the {\displaystyle k}-sat problem». Journal of the American Mathematical Society. 12 (4): 1017–1054. doi:10.1090/s0894-0347-99-00305-7
- Bourgain, J. (1999). «Global Wellposedness of Defocusing Critical Nonlinear Schrödinger Equation in the Radial Case». Journal of the American Mathematical Society. 12 (1): 145–171. JSTOR 2646233. doi:10.1090/S0894-0347-99-00283-0
- Bourgain, Jean; Brezis, Haim; Mironescu, Petru (2001). «Another look at Sobolev spaces»: 439–455
- Bourgain, J. (2002). «Nonlinear partial differential equations and applications: On the global Cauchy problem for the nonlinear Schrödinger equation». Proceedings of the National Academy of Sciences. 99 (24): 15262–15268. ISSN 0027-8424. PMC 137704. PMID 12432098. doi:10.1073/pnas.222494399
- Bourgain, Jean; Katz, Nets; Tao, Terence (2004). «A sum-product estimate in finite fields, and applications». Geometric and Functional Analysis. 14: 27–57. arXiv:math/0301343. doi:10.1007/s00039-004-0451-1
- Bourgain, J. (2005). «More on the Sum-Product Phenomenon in Prime Fields and its Applications». International Journal of Number Theory. 01: 1–32. doi:10.1142/s1793042105000108
- Bourgain, Jean (2017), «Decoupling, exponential sums and the Riemann zeta function», Journal of the American Mathematical Society, 30 (1): 205–224, MR 3556291, arXiv:1408.5794, doi:10.1090/jams/860

### Livros
- J. Bourgain (1 de outubro de 1981). New Classes of Lp-Spaces. [S.l.]: Springer Berlin Heidelberg. ISBN 978-3-540-11156-6
- Bourgain, Jean; Casazza, Peter G.; Lindenstrauss, J.; Tzafriri, Lior (1985). Banach Spaces with a Unique Unconditional Basis, up to Permutation. [S.l.]: American Mathematical Soc. ISBN 978-0-8218-2323-1
- Bourgain, Jean (1999). Global Solutions of Nonlinear Schrödinger Equations. [S.l.: s.n.] ISBN 9780821819197[3] (Bourgain's research on nonlinear dispersive equations was, according to Carlos Kenig, "deep and influential".[4])
- Bourgain, Jean (novembro de 2004). Green's Function Estimates for Lattice Schrödinger Operators and Applications. (AM-158). [S.l.: s.n.] ISBN 9781400837144
- Bourgain, Jean; Kening, Carlos E.; Klainerman, Sergiu, eds. (10 de janeiro de 2009). Mathematical Aspects of Nonlinear Dispersive Equations (AM-163). [S.l.]: Princeton University Press. ISBN 978-1-4008-2779-4